# ۵۵۷ (پیش از میلاد)
۵۵۷ (پیش از میلاد) ۵۵۷مین سال قبل از تقویم میلادی است.